# Martin Schaffner
Martin Schaffner (* um 1478; † nach 1546 in Ulm) war ein deutscher Maler und Bildschnitzer, der der Ulmer Schule zugerechnet wird.

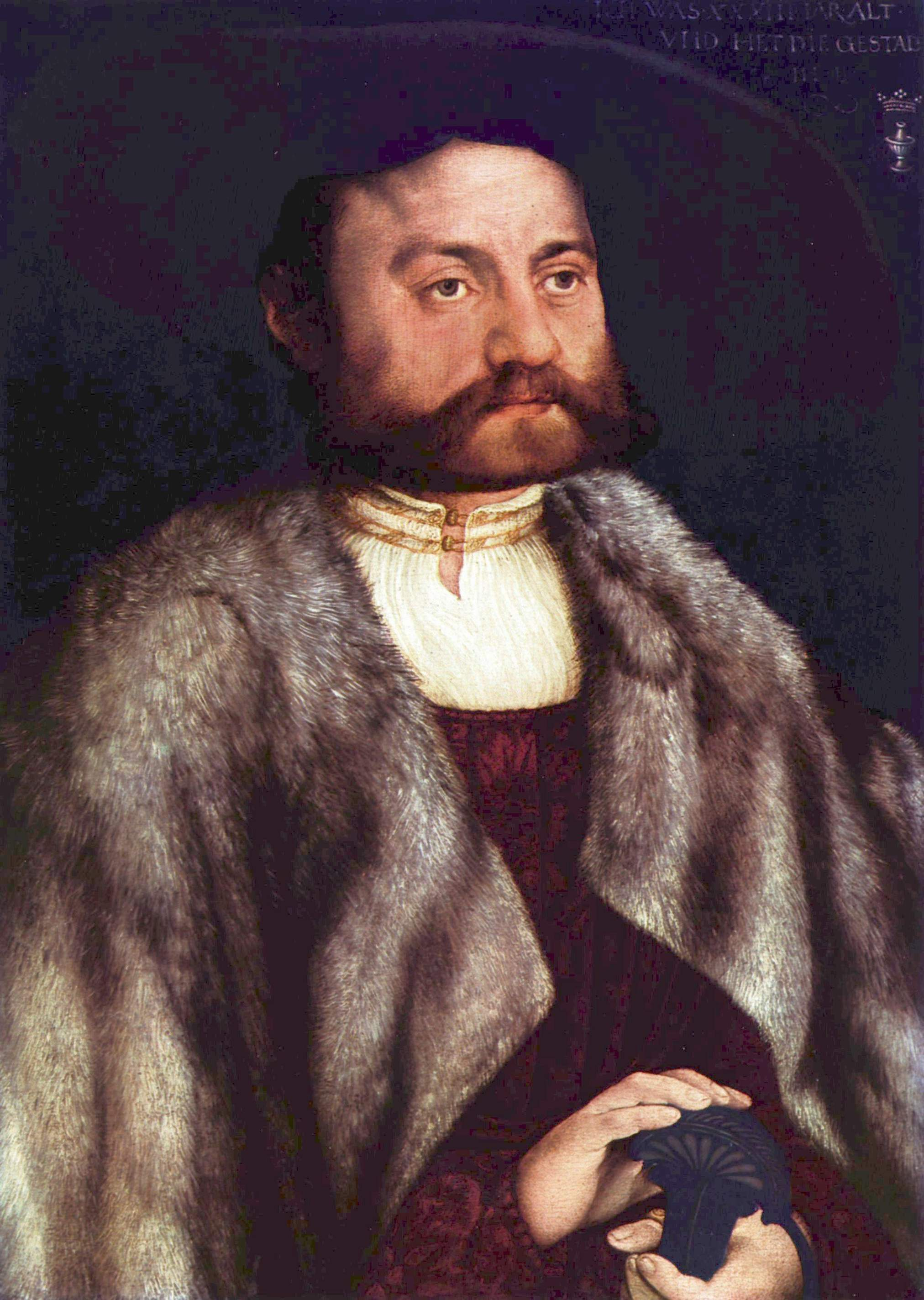
Porträt des Eitel Hans Besserer I. von Schnürpflingen

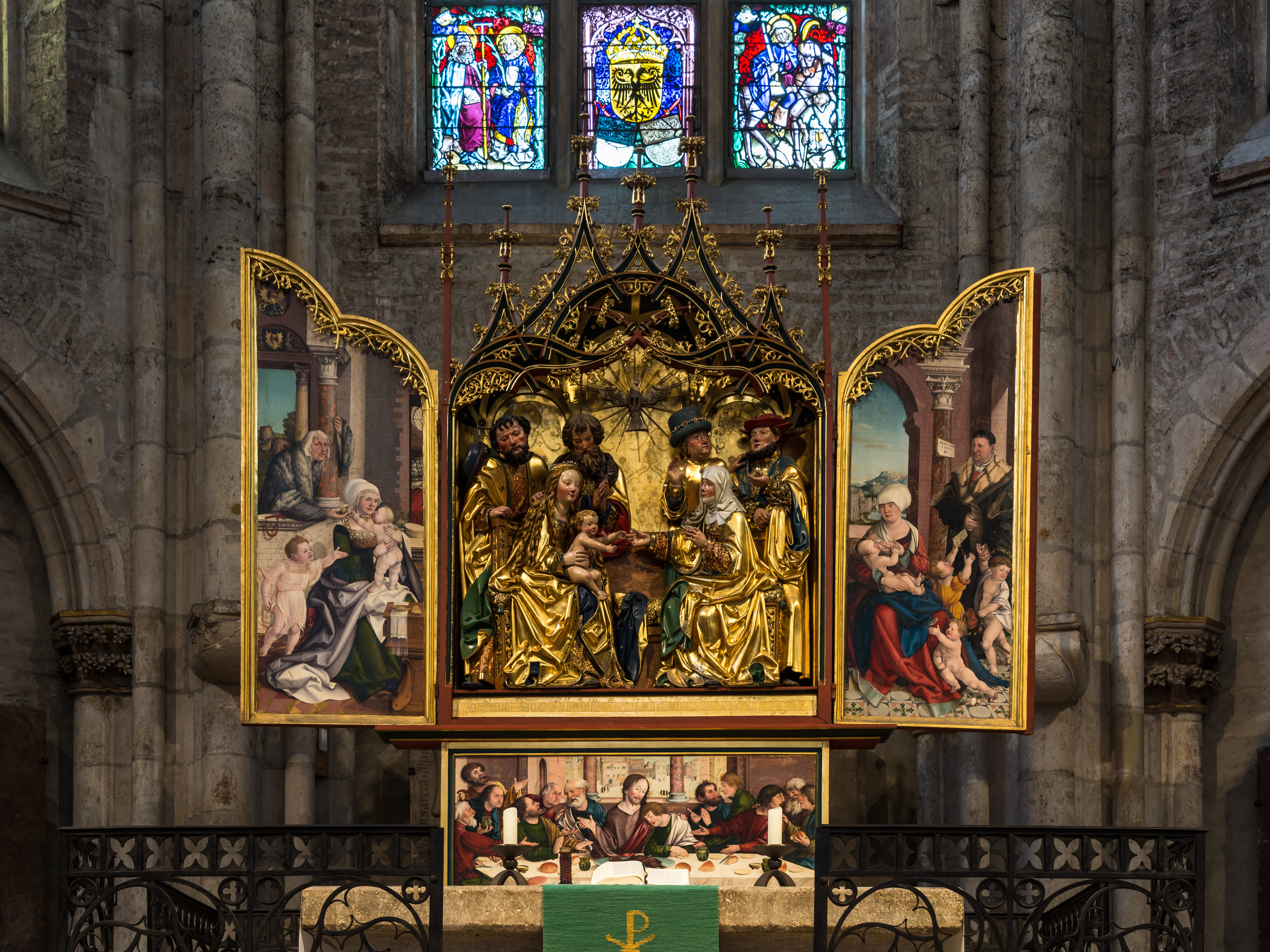
Hochaltar: Malereien von Martin Schaffner (1521) im Ulmer Münster

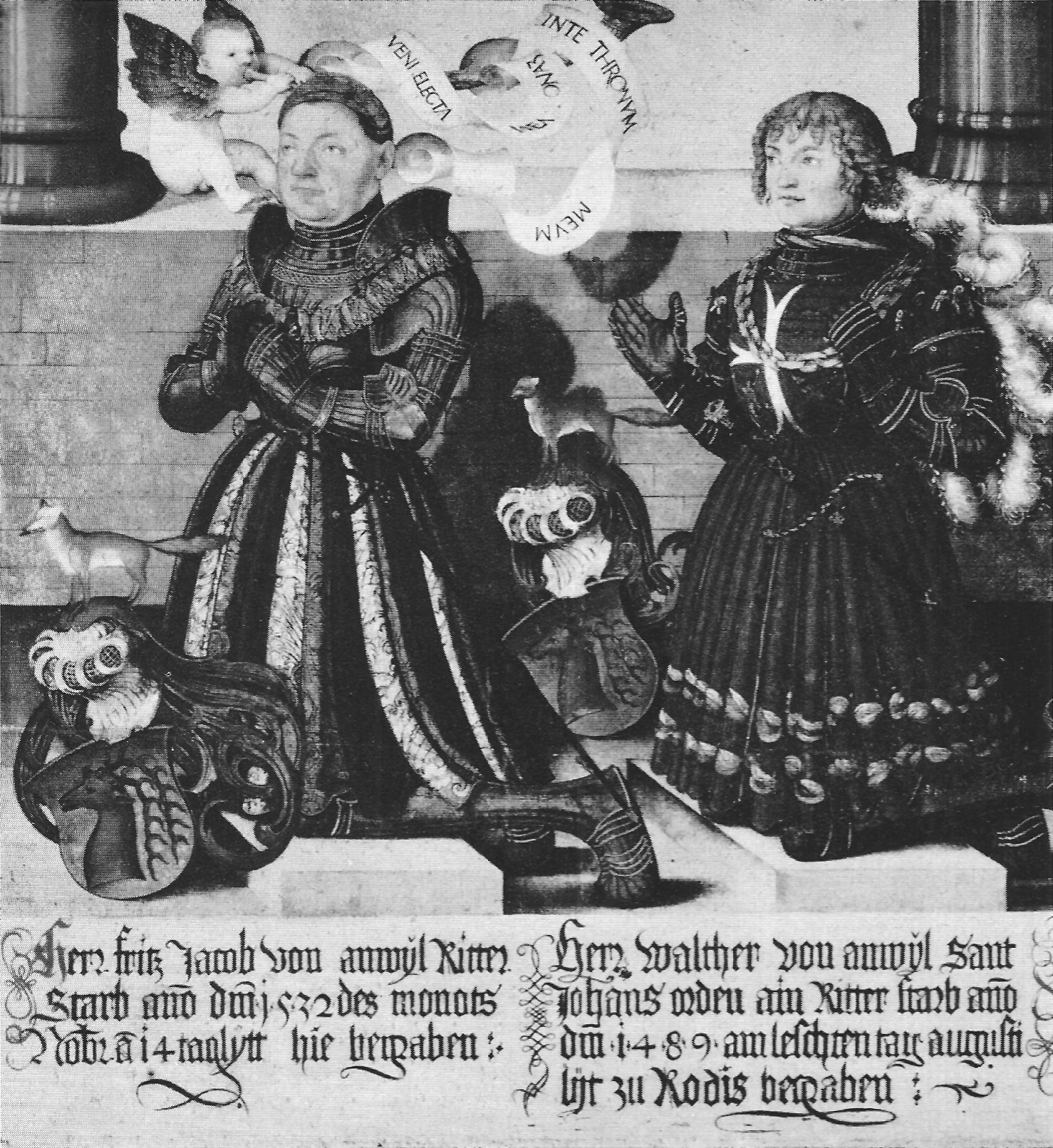
Anweiler Epitaph (Ausschnitt): Jacob von Anwyl († 1532) und Walther von Anwyl († 1489)

## Leben
Schaffners genaue Lebensdaten sind ähnlich wie seine Ausbildung nicht bekannt. Möglicherweise war er aber ein Schüler Bartholomäus Zeitbloms. Nachweisbar ist Schaffner erst 1499 als Maler bei Jörg Stocker in Ulm. So findet sich seine Unterschrift auf dem von Stocker geschaffenen Ennetacher Altar. Schaffner wechselt später zu einer anderen Ulmer Werkstatt, um schließlich in Augsburg mit Hans Holbein dem Älteren zusammenzuarbeiten. Vom Stil des letzteren ist seine eigene Arbeit ebenso beeinflusst wie durch Albrecht Dürer und Hans Burgkmair. So zeigen seine Bilder ab 1510 eine saubere perspektivische Gestaltung; die Figuren wirken plastischer, seine Farbe ist von sanfter Harmonie. Es ist „moderne, an der italienischen Renaissance orientierte Kunst, ... die aus der traditionellen und provinziellen Malweise der Ulmer herausführte“.
Eine Urkunde von 1526 bezeichnet ihn als Ulmer Stadtmaler. In der Ulmer Novemberabstimmung 1530 stimmt er gegen die Einführung der Reformation und erhält in der Folge nur noch wenige Aufträge aus dem reformierten Ulm.
Die letzten ihm sicher zuschreibbaren Werke stammen aus dem Jahr 1535. Er muss aber noch mindestens 10 Jahre länger gelebt haben, da er in einer Musterungsliste von 1546 namentlich genannt wird.

## Berühmte Werke (Auswahl)
- Jüngstes Gericht (um 1500, heute Augustinermuseum)
- Ausgießung des Heiligen Geistes (datiert 1510, heute Staatsgalerie Stuttgart)
- Auferstehung Christi (datiert 1516, heute Ulmer Museum)[3]
- Christus in der Vorhölle (datiert 1519, ursprünglich aus der Kirche St. Michael zu den Wengen (Ulm), dann in der Kunstsammlung von Konrad Dietrich Hassler, heute Ulmer Museum)[4]
- Grablegung Christi (datiert 1519, heute Staatsgalerie Stuttgart)
- Christus als Schmerzensmann zwischen Maria und Johannes (ein sogenanntes „Erbärmdebild“, um 1519, Öl auf Holz, möglicherweise für die Ulmer Wengenkirche bestimmt, heute im Ulmer Museum)[5]
- Christus am Kreuz (heute Staatsgalerie Stuttgart)
- Flügel des Hauptaltars im Ulmer Münster mit Heiligengestalten und den Vorfahren Christi (1521)
- Orgeltüren mit Szenen aus dem Leben der Maria (1524, Münchener Alte Pinakothek)
- Christus und die Zwölf Apostel (Predella eines Altares unbekannter Herkunft, um 1525, heute Ulmer Museum)[6]
- Heilige Elisabeth von Thüringen (Öl auf Holz, nach 1524, heute in der Conrad Sam-Kapelle des Ulmer Münsters)[7]
- Heilige Anna Selbdritt (Öl auf Holz, nach 1524, heute in der Conrad Sam-Kapelle des Ulmer Münsters)[8]
- Tischplatte des Asymus Stedelin (1533) in Kassel
- Fresken am Ulmer Rathaus (1540)

Daneben hat Martin Schaffner einige beachtliche Portraits und Epitaphe geschaffen:
- Epitaph der Familie Anwyl (genannt Anweiler Epitaph, datiert 1514, heute Staatsgalerie Stuttgart)[9]
- Ludwig von Freyberg (heute Staatsgalerie Stuttgart)
- Sibylla von Freyberg geb. Gossenbrod (heute Staatsgalerie Stuttgart)

## Weitere Bilder

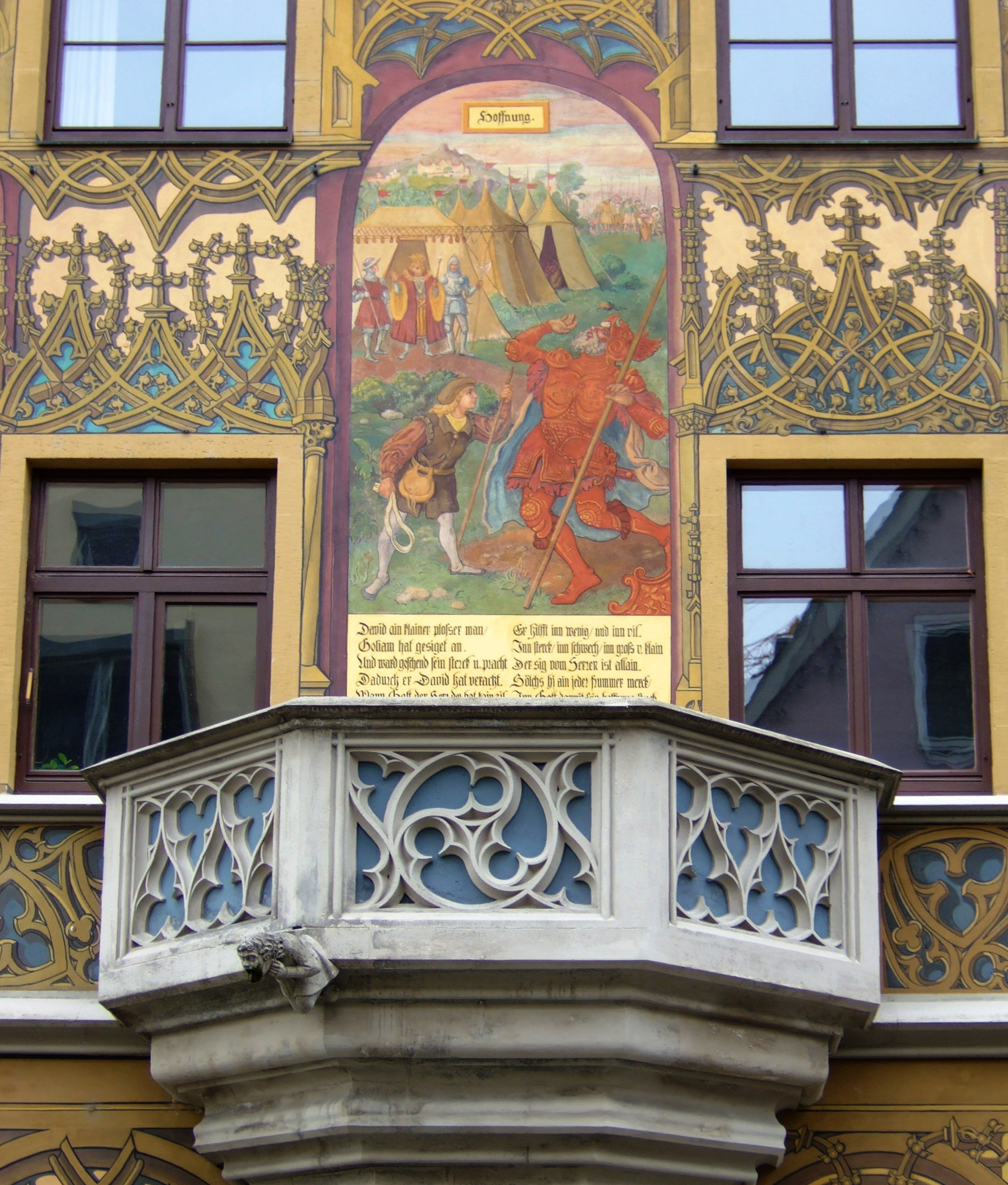
Wandmalerei über der Kanzel am Ulmer Rathaus
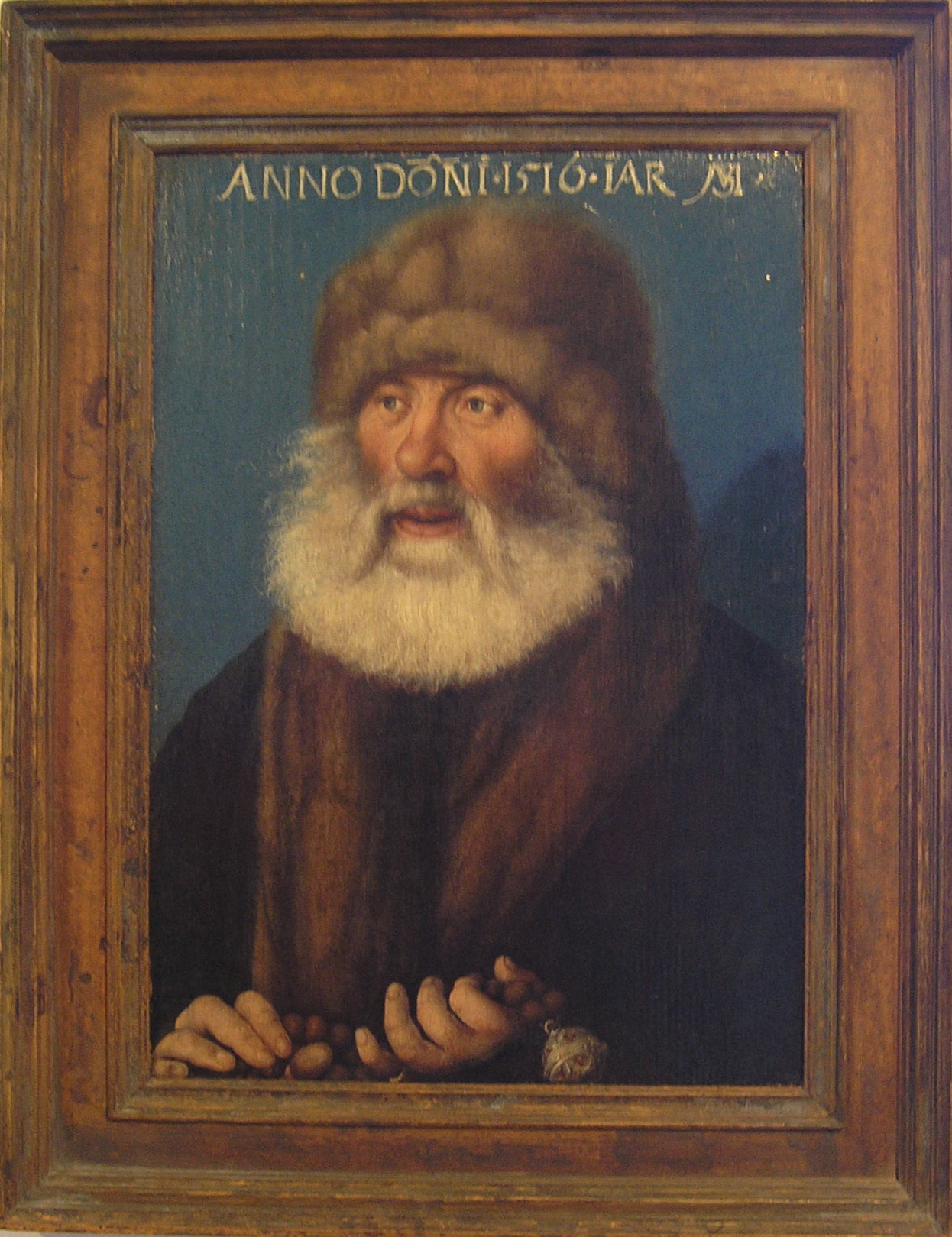
Bildnis des Eitel Besserer
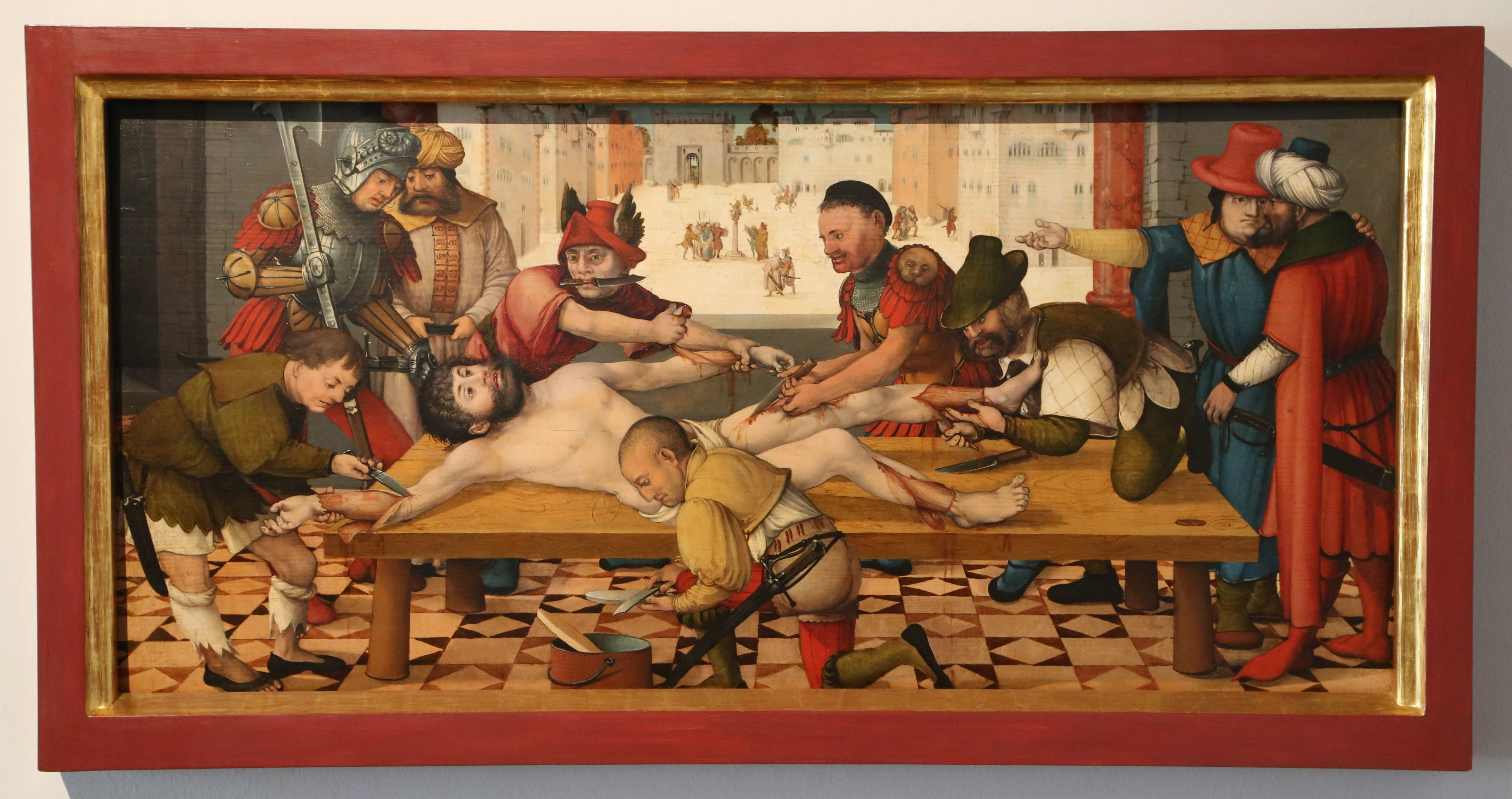
Martyrium des Hl. Bartholomäus, Ulm, um 1520, Öl auf Holz, Ulmer Museum
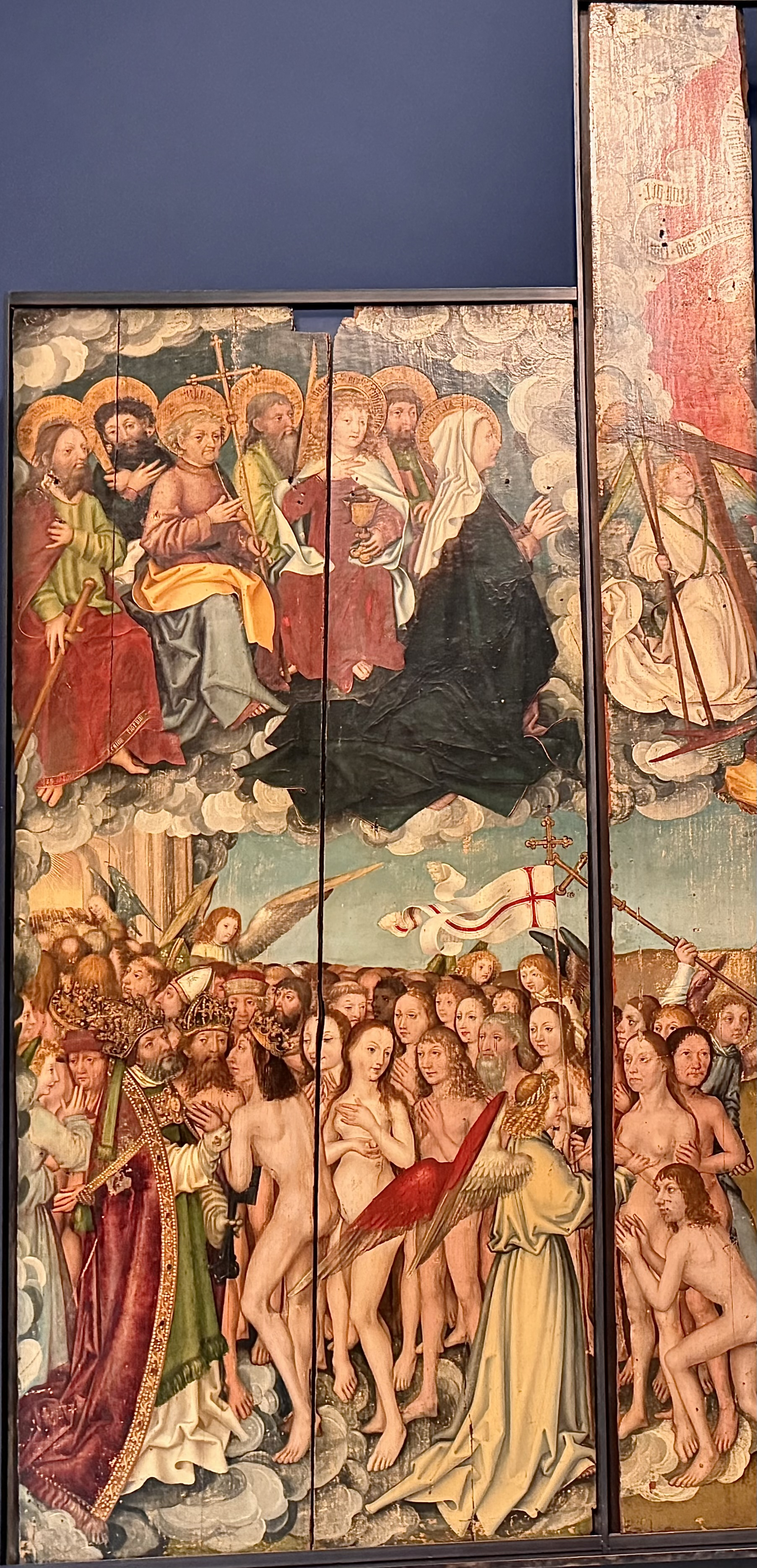
Jüngstes Gericht, linker Teil, Augustinermuseum Freiburg

## Ehrung
In der Stadt Ulm ist eine Grund- und Hauptschule nach Martin Schaffner benannt, ebenso eine Straße.